# Cameyo (ソフトウェア)
Cameyoは、Windows用のアプリケーション仮想化ソフトウェアである。キャッチコピーは、「...because Software should be used, not installed」（...なぜならソフトウェアはインストールするものでなく、使用するものである）

## 概要
Cameyoはアプリケーションのインストール前後の状態を比較し、その動作に必要なファイルやそのパス、レジストリの設定情報などを収集して実行ファイルにパッケージ化するソフトウェアである。Windows XP（SP2以降）、Vista、7、8の各32ビット版、64ビット版に対応し、動作には.NET Frameworkが必要。
作成したファイルの実行時には元の環境が一時的に再現されるため、本来はインストールしなければ動作しないようなソフトウェアを、インストール不要なポータブルアプリケーションのように扱うことができる。
2013年8月現在、家庭・個人用途であれば無償である。
インストーラをアップロードするかそのURLを指定するだけで、パッケージ化の作業を自動で代行してくれるOnline Packeger (Virtual App Builder)や、既にパッケージされたソフトウェアを公開するPublic Virtual Appsというサービスも行われている。
また2024年6月にGoogleはCameyoを買収することを発表した。

## 歴史
- 2010年6月1日 - バージョン1.1を公開。
- 2012年6月14日 - バージョン2.0を公開。Windows 8に対応。
- 2013年10月17日 - バージョン2.5を公開。Windows 8.1に対応。